# IKF World Korfball Ranking
L'IKF World Korfball Ranking è la graduatoria mondiale delle squadre nazionali di korfball, stilato a cura della International Korfball Federation.
| IKF World Korfball Ranking | IKF World Korfball Ranking | IKF World Korfball Ranking | IKF World Korfball Ranking |
| -------------------------- | -------------------------- | -------------------------- | -------------------------- |
| Ranking nel dicembre 2011  |                            |                            |                            |
| Posizione                  | Cambiamento                | Squadra                    | Punti                      |
| 1                          | Stabile                    | Paesi Bassi                | 285.875                    |
| 2                          | Stabile                    | Belgio                     | 274.625                    |
| 3                          | Stabile                    | Taipei cinese              | 266.750                    |
| 4                          | 1                          | Inghilterra                | 243.250                    |
| 5                          | 2                          | Catalogna                  | 238.125                    |
| 6                          | 2                          | Rep. Ceca                  | 229.500                    |
| 7                          | 1                          | Germania                   | 220.875                    |
| 8                          | Stabile                    | Portogallo                 | 220.375                    |
| 9                          | Stabile                    | Russia                     | 211.250                    |
| 10                         | 2                          | Cina                       | 190.125                    |
| 11                         | 1                          | Australia                  | 189.375                    |
| 12                         | 2                          | Polonia                    | 186.750                    |
| 13                         | 2                          | Hong Kong                  | 173.750                    |
| 14                         | 2                          | India                      | 173.250                    |
| 15                         | 2                          | Sudafrica                  | 161.000                    |
| 16                         | 5                          | Ungheria                   | 159.250                    |
| 17                         | 2                          | Galles                     | 144.500                    |
| 18                         | 1                          | Slovacchia                 | 130.000                    |
| 19                         | 1                          | Nuova Zelanda              | 129.375                    |
| 20                         | 1                          | Irlanda                    | 126.250                    |
| 21                         | 1                          | Serbia                     | 112.750                    |
| 22                         | 1                          | Scozia                     | 105.500                    |
| 23                         | 3                          | Turchia                    | 102.750                    |
| 24                         | Stabile                    | Romania                    | 86.000                     |
| 25                         | 2                          | Svezia                     | 84.000                     |
| 26                         | Stabile                    | Zimbabwe                   | 82.500                     |
| 27                         | 2                          | Lussemburgo                | 72.500                     |
| 28                         | Stabile                    | Armenia                    | 68.500                     |
| 29                         | Stabile                    | Francia                    | 58.000                     |
| 30                         | 2                          | Corea del Sud              | 48.000                     |
| 31                         | 1                          | Grecia                     | 44.000                     |
| 32                         | 2                          | Italia                     | 31.500                     |
| 33                         | 2                          | Pakistan                   | 25.500                     |
| 34                         | 4                          | Stati Uniti                | 11.000                     |
| 35                         | 1                          | Giappone                   | 8.000                      |
| 36                         | 2                          | Malaysia                   | 7.500                      |
| 37                         | 4                          | Macao                      | 6.000                      |
| 38                         | 1                          | Bulgaria                   | 5.000                      |
| 39                         | 2                          | Cipro                      | 3.000                      |
| 40                         | 1                          | Nepal                      | 2.000                      |
| 41                         |                            | Argentina                  | 1.000                      |
| 41                         |                            | Aruba                      | 1.000                      |
| 41                         |                            | Bielorussia                | 1.000                      |
| 41                         |                            | Bosnia ed Erzegovina       | 1.000                      |
| 41                         |                            | Botswana                   | 1.000                      |
| 41                         |                            | Brasile                    | 1.000                      |
| 41                         |                            | Canada                     | 1.000                      |
| 41                         |                            | Croazia                    | 1.000                      |
| 41                         |                            | Curaçao                    | 1.000                      |
| 41                         |                            | Danimarca                  | 1.000                      |
| 41                         |                            | Rep. Dominicana            | 1.000                      |
| 41                         |                            | Finlandia                  | 1.000                      |
| 41                         |                            | Georgia                    | 1.000                      |
| 41                         |                            | Indonesia                  | 1.000                      |
| 41                         |                            | Malawi                     | 1.000                      |
| 41                         |                            | Mongolia                   | 1.000                      |
| 41                         |                            | Singapore                  | 1.000                      |
| 41                         |                            | Suriname                   | 1.000                      |
| 41                         |                            | Zambia                     | 1.000                      |